# چپت
چپت یا چپات کفش سنتی خراسانی و صنایع دستی شهر بیرجند است. جنس آن از چرم است. طبق گفته اهالی بیرجند این کفش اصلی‌ترین پاپوش‌ مردم خراسان جنوبی از گذشته‌های دور بوده است. در صد سال گذشته به تدریج این پاپوش جایش را به انواع دیگر داده و تنها چوپانان در فصل گرم سال از آن استفاده می کردند که آن نیز در حال منسوخ شدن است.

## منبع
- «رد پای «چَپَت» در خراسان جنوبی گم شد» (PDF). قدس آنلاین. ۲۲ اوت ۲۰۱۷. دریافت‌شده در ۱۹ مارس ۲۰۲۵.
- «چپت‌دوزی، مهارت کفاشی سنتی در بیرجند». میراث آریا. ۱۹ دسامبر ۲۰۲۴. دریافت‌شده در ۱۹ مارس ۲۰۲۵.